# Teosofie

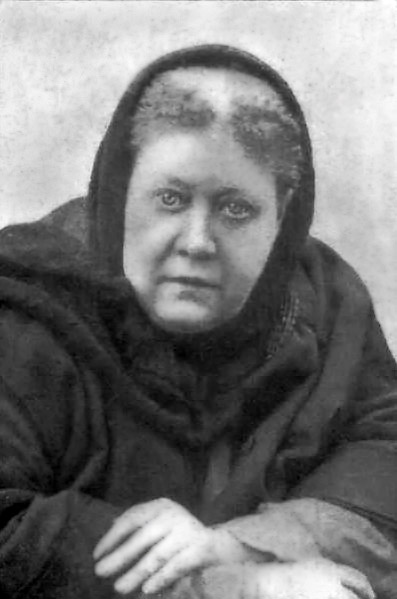
Helena Petrovna Blavatská (1888) – zakladatelka Teosofické společnosti

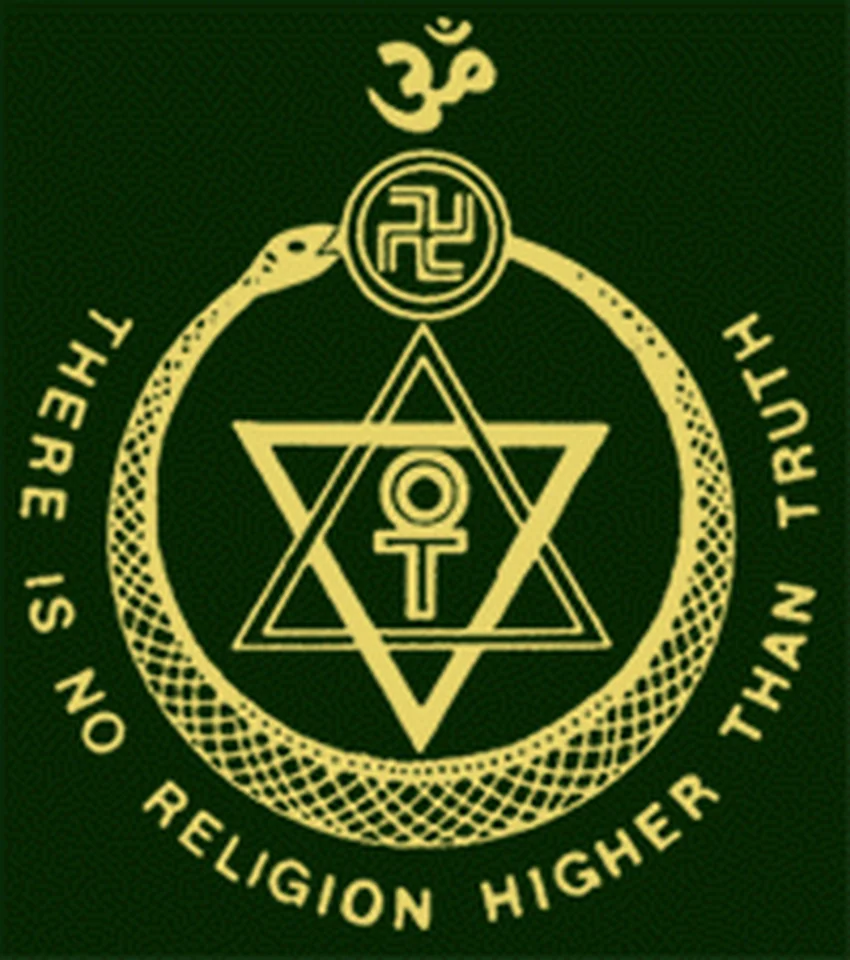
Logo Teosofické společnosti spojující různé starověké symboly

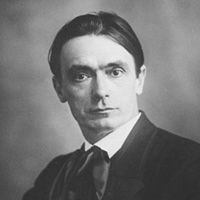
Rudolf Steiner (1907)

Teosofie je novověký výraz, složený z řeckého theos (Bůh) a sofia (moudrost). Vznikl v souvislosti s eklektickým hnutím esoterické spirituality, „Teosofickou společností“ založenou roku 1875 ruskou kněžnou Helenou Petrovnou Blavatskou, která o sobě prohlašovala, že má nadpřirozené schopnosti. Později se význam rozšířil na různé starší i mladší proudy duchovního života, založené na okultních jevech, mystice, tajemných tradicích a s příklonem k východním náboženstvím. Teosofické hnutí se tak dovolávalo prastarých kořenů, jak indických či tibetských, tak také antických (gnóze, Plótinos) a novověkých (Paracelsus, Jakob Böhme, Emanuel Swedenborg a další).

## Teosofická společnost
Zakladatelka Teosofické společnosti, H. P. Blavatská (1831 – 1891), byla dcerou německého důstojníka a ruské šlechtičny a pobývala často na Kavkazu. Prvního manžela, mnohem staršího důstojníka Nikolaje Blavatského, který byl guvernérem v Arménii, brzy opustila a žila dobrodružným, bohémským životem; podle vlastních údajů cestovala po Blízkém Východě, Indii a Tibetu. Všude se stýkala se šamany, médii a „tajnými Mistry“ a sama jako médium vystupovala. V jejích vzpomínkách jsou četné rozpory a byla také obviněna z podvodů. V roce 1873 emigrovala do New Yorku, kde roku 1875 spolu s několika Američany založila „Teosofickou společnost“. Vydala řadu knih (Odhalená Isis, 1877, Tajná nauka, 1888), spíše kompilací různých módních myšlenek. Po několika skandálech pak v letech 1879 až 1885 žila většinou v Indii a přihlásila se k buddhismu. Konec života strávila v Německu a ve Francii, zemřela 1891 v Londýně.
Programem Teosofické společnosti bylo studium starověkých náboženství, filosofií a věd, snaha odhalovat a rozvíjet božské psychické síly uvnitř člověka a vytvářet univerzální lidské bratrstvo. Původní názory byly často fantastické, tak teosofové soudili, že člověk má hvězdné („astrální“) tělo, že byl na světě dříve než ostatní živočichové, že se objevil v sedmi různých rasách a duchovně se vyvíjí díky reinkarnacím. Rasistické prvky teosofie měly velký vliv na arijské hnutí v Německu a při vzniku nacismu, z teosofického hnutí však později vymizely.
Německá pobočka Teosofické společnosti vznikla roku 1902 a jejím prvním předsedou byl známý publicista a pedagogický reformátor Rudolf Steiner. Roku 1911 se však s Teosofickou společností rozešel, protože nesouhlasil s její přílišnou orientací na indické zdroje, a založil Antroposofickou společnost, jejímž byl opět předsedou. Steinerovy antroposofické myšlenky se pak promítaly do waldorfského (steinerovského) školství.

## Rasy a podrasy
Podle nauky teozofie existuje sedm původních ras, každá z nich se dělí na dalších sedm podras. Současné lidstvo je rasou pátou, předešlé čtyři už zde byly před námi a zbylé dvě teprve po nás mají přijít.
První rasa byla čistá neviditelná duchovní energie obývající nehmotnou posvátnou zemi. Druhou byli Hyperborejci, obyvatele Hyperborey. Třetí rasou se stali Lemuřané. Ti se již mírně podobali lidem a měli k dispozici různé technologie, které se naučili od návštěvníků z Venuše. Nakonec ale Lemurie zanikla a zachovalo se z ní jen pár pozůstatků. Jedním z nich je i Atlantida, což je čtvrtá rasa. Právě u ní měly podrasy větší význam. Patřily mezi ně například Rmoahalové, Kromaňonci, Toltékové (vytvořili nám známou atlantskou civilizaci, jejich potomci později založili říši ve středním Mexiku) a Turánci (pozdější Aztékové, Mongolové a Semité). Z těchto Semitů se nakonec vyvinula pátá rasa – Árijci. Jejich podrasami byli Peršané, Řekové, Hindové a Evropané.[zdroj?]

## Theosofické spolky v českých zemích
Roku 1892 vznikla pražská pobočka Theosofické společnosti. Teosofická  lóže U modré hvězdy se v Praze zformovala počátkem 90. let 19. století a  jejím předsedou byl Gustav Meyrink.  K jejím členům patřili například hrabě Jan Harrach, spisovatel Julius Zeyer, malíř Gustav T. Miksch nebo  překladatel Karel Weinfurter. 
V roce 1897 založili a dali si oficiálně zaregistrovat vlastní Theosofický spolek v Praze, v jeho čele stál Alois Koch a spolek vydával vlastní časopis. Od roku 1908 nesl název Česká společnost theosofická. 
 9. října 1927 byla přejmenována na Společnost pro mystická studia.
Na Moravě založil spolek téhož zaměření Václav Nepraš v Židenicích u Brna. 

Theosofická společnost v Československu byla činná do roku 1939 a po válce byla obnovena roku 1947 jako spolek. Dne 25. září 1950 byl spolek rozpuštěn. 

Jinou organizací byla Společnost pro mystická studia. Byla rozpuštěna  11. června 1951.

## Archiv
Archiv Theosofické společnosti se nacházel v Altadeně nedaleko Pasadeny v USA, podlehl požárům roku 2025.